# Флаг Рефтинского
Флаг городского округа Рефтинский — официальный символ муниципального образования «городской округ Рефтинский» Свердловской области Российской Федерации.
Флаг утверждён 4 ноября 2002 года и внесён в Государственный геральдический регистр Российской Федерации с присвоением регистрационного номера 1098.

## Описание
«Полотнище с соотношением сторон 2:3, составленное полосами голубой и чёрно-золотого беличьего меха, которые имеют ширину 7/8, 1/8 от ширины полотнища соответственно. По центру голубой полосы помещено изображение гербовых фигур (поющий петух, окружённый кольцом и молниями), исполненное жёлтым, красным и зелёным цветами.
Оборотная сторона полотнища зеркально воспроизводит лицевую».

## Обоснование символики
Кольцо, украшенное молниями, как образ турбины, и золотой петух служат символами градообразующих предприятий Рефтинской ГРЭС и птицефабрики «Рефтинская» соответственно.
Полоса чёрно-золотого беличьего меха указывает на принадлежность муниципалитета Свердловской области.
Заполнение кольца зеленью символизирует обилие зелёных насаждений на территории посёлка.